# Geräusch
Geräusch [Ruido] es un álbum de estudio de Die Ärzte, el último sacado a la venta antes de que los miembros realizaran su proyecto solista. 

## Lista de canciones
Schwarzes Geräusch ("Ruido negro")
1. "Als ich den Punk erfand..." [Cuando inventé el punk...] (Felsenheimer, Urlaub) – 1:53
"Hände innen" [Manos adentro] (Urlaub) is hidden in the pregap of this song, starting at -3:59
2. "System" [Sistema] (Urlaub) - 2:44
3. "T-Error" (González/González, Blitz) – 3:37
4. "Nicht allein" [Solo no] (Urlaub) - 5:19
5. "Dinge von denen" [Cosas de cada quien] (González/González, Blitz) - 3:57
6. "Der Grund" [La razón] (Felsenheimer) - 2:54
7. "Geisterhaus" [Casa fantasma] (González/González, Blitz) – 3:49
8. "Ein Mann [Un hombre] (Urlaub) – 2:18
9. "Anders als beim letzten Mal" [Diferente de la última vez] (Urlaub) – 4:17
10. "Ruhig angehn" [Tómalo con calma] (Felsenheimer) – 3:24
11. "Jag älskar Sverige!" [Yo amo Suecia (en sueco)] (Urlaub) – 3:40
12. "Richtig schön evil" [Realmente malo] (Felsenheimer) – 3:21
13. "Schneller leben" [Vida rápida] (Urlaub) – 3:03

Rotes Geräusch ("Ruido rojo")
1. "Unrockbar" [No rockero] (Urlaub) – 4:01
2. "Deine Schuld" [Tu culpa] (Urlaub) – 3:35
3. "Lovepower" [Poder del amor] (González/González, Blitz) – 2:32
4. "Der Tag" [El día] (Urlaub) – 3:48
5. "Die Nacht" [La noche] (Felsenheimer) – 5:02
6. "Nichts in der Welt" [Nada en el mundo] (Urlaub) – 3:47
7. "Die klügsten Männer der Welt [Los hombre más inteligentes del mundo] (Felsenheimer) – 3:58
8. "Piercing" (González/González, Blitz) – 4:17
9. "Besserwisserboy" [Chico sabelotodo] (Urlaub) – 3:41
10. "Anti-Zombie" (González/González, Blitz) – 4:09
11. "Pro-Zombie" (Urlaub) – 2:08
12. "WAMMW" (rAbreviatura de "Wenn alle Männer Mädchen wären") [Si todos los hombres fuesen mujeres] (Urlaub) – 1:51
13. "NichtWissen" [No conocido] (Felsenheimer) – 4:59

## Sencillos
- 2003: "Unrockbar"
- 2003: "Dinge von denen"
- 2004: "Nichts in der Welt"
- 2004: "Deine Schuld"
- 2004: "Die klügsten Männer der Welt"

- Datos: Q25584